# Київська міська митниця ДФС
Київська міжрегіональна митниця, Київська митниця — територіальний орган Міністерства доходів і зборів України.
Документальною датою офіційного утворення Київської митниці прийнято вважати 1 січня 1820 р.
(за старим стилем). Однак, не дивлячись на підписання Олександром II указу про створення Київської митниці в 1870, питання початку її будівництва знаходилося «під сукном» аж до 1908 р., коли до Києва було переведено Волочиський митний округ.